# 뱁 케네디
뱁 케네디(영어: Bap Kennedy, 출생명은 마틴 크리스토퍼 케네디(영어: Martin Christopher Kennedy, 1962년 6월 17일 ~ 2016년 11월 1일)는 영국 북아일랜드 출신의 싱어송라이터 겸 기타리스트이며 보석학자 겸 저술가이며 그래피티 미술가이다.

## 생애
아일랜드 시민권자 신분의 싱어송라이터 겸 소설가인 브라이언 케네디(Brian Kennedy)의 형이기도 한 그는 1978년 아일랜드에서 록 음악 밴드 "셀아웃(Sellout)"의 보컬리스트 및 기타리스트 겸 하모니카 연주자로 첫 데뷔하였고 이듬해 1979년 록 음악 밴드 "텐 파스트 세븐(10 past 7)"의 구성원으로 활동하였으며 1987년 록 음악 밴드 "에너지 오커드"의 구성원으로 활동하였고 1998년 솔로 가수로 데뷔하였다.
아일랜드 시민권자로 귀화한 남동생 브라이언 케네디처럼 그도 미혼 독신이었으며 2000년 이후 보석학자 겸 그래피티 미술가와 저술가로도 활약을 하고 있었다.